# 泉太镇
泉太镇，别名“六马镇”，是中华人民共和国吉林省辽源市东辽县下辖的一个乡镇级行政单位。

## 行政区划
泉太镇下辖以下地区：
六马社区、德丰村、德仁村、德智村、三树村、马良村、六马村、黎明村、长西村、杏树村、大顶村、新农村和老营村。